# Rocío Aguilar Montoya
María del Rocío Aguilar Montoya (Escazú, 14 de diciembre de 1956) fue la décima primera Contralora General de la República de Costa Rica (2005-2012). Entre mayo de 2018 y octubre de 2019 fue la Ministra de Hacienda de Costa Rica.

## Biografía
Nació en Escazú, el 14 de diciembre de 1956. Hija de doña Gilda María Montoya Alvarado y don José Joaquín Aguilar Monge. Está casada con el ingeniero civil Rómulo Picado Chacón y es madre de tres hijos, Ana Cristina Bolaños Aguilar y Gabriela y David Picado Aguilar. 
Obtuvo una Licenciatura Administración de Negocios con énfasis en finanzas y banca en la Universidad de Costa Rica (1975-1981). Se licenció en Derecho por la Universidad Escuela Libre de Derecho (1990-2000).
Es Administradora y Abogada de profesión, con amplia experiencia en el sector financiero. Fue elegida como Contralora General de la República de Costa Rica el 28 de junio de 2005. Fue juramentada por el Plenario de la Asamblea Legislativa el 5 de julio de 2005. Le correspondió sustituir en el cargo al Dr. Alex Solís Fallas, destituido por la Asamblea Legislativa el 13 de diciembre de 2004. Rocío Aguilar Montoya completó el período por el cual fue nombrado el Dr. Solís Fallas, que terminaba el 8 de junio del 2012.
De mayo de 2002 a junio de 2005, se desempeñó como Secretaria Técnica del Consejo Nacional de Concesiones de la administración del Dr. Abel Pacheco (2002-2006) correspondiéndole la formulación, diseño, licitación y posterior fiscalización de los proyectos Concesión de Obra Pública que promovió el Gobierno durante ese período.
Fue Directora Consejo Nacional de Supervisión del Sistema Financiero (Conassif), durante el año 2002.
Fue empleada durante casi 20 años en el Banco Banex, donde se desempeñó en los últimos tiempos como directora corporativa.
Fungió como directora de la Junta Directiva de la Corporación Aldesa y miembro de Comité de Inversión de esa entidad. 
Miembro de la Asociación Bancaria Costarricense (1999-2000) y de la Asociación Costarricense de Desarrollo (1999-2005).
También ha sido Coordinación de la Subcomisión del Concesiones del Plan Puebla Panamá.
En el 2020 era la jerarca de la Supén y la Sugef al mismo tiempo.